# VG-4.1
La Vía de Alta Capacidad Sangenjo-A Lanzada o Corredor de Salnés es una vía para automóviles de la Junta de Galicia que transcurre entre Seixal y A Lanzada, diseñada como una carretera limitada a 90 km/h para ser una vía de corta distancia y de poca Intensidad media diaria (IMD). Cumplirán los estándares de doble calzada (autovía) y podría estar previstada en el futuro para la duplicación de la prolongación de la autovía de Salnés (AG-41). La longitud de este tramo es de 6,84 kilómetros.
Los 3 primeros tramos de la VG-4.1 iniciaron las obras, a principios del año 1992 (tramos: Curro-Barrantes, Barrantes-Meaño y Meaño-Sangenjo) y fue inaugurado en junio de 1993 sin la conexión con la autopista AP-9. 3 meses después de esta inauguración, inauguraron la conexión con la AP-9 desde el enlace de Curro, en septiembre de 1993. En diciembre de 1999 fue inaugurado el último tramo, entre Sangenjo y la Playa de la Lanzada. 
Al ser una vía rápida mas peligrosa por el aumento de la siniestralidad, con el desdoblamiento del Corredor de Salnés, pasaron del corredor gallego a la vía para automóviles y reduce la velocidad limitada a 90 km/h, antes estaba en 100 km/h y por el crecimiento del tráfico de la vía para automóviles, la intensidad media diaria (IMD) superaron el límite de los 10.000 vehículos diarios y la alta siniestralidad, había proyectado el desdoblamiento de la vía para automóviles solo el tramo entre la autopista AP-9 y Sangenjo, con la puesta de servicio en dos tramos, el primer tramo, en el año 2008, entre Curro y Sangenjo de unos 17 kilómetros y el segundo tramo, en el año 2012, entre la autopista AP-9 y Barro de unos 2 kilómetros. En la actualidad todavía no ha avanzado el proyecto del último tramo pendiente a desdoblar, entre Sangenjo y la Playa de la Lanzada.

## Tramos

### Tramos originalesVG-4.1
| Denominación | Tramo                              | Kilómetros | Año servicio |
| ------------ | ---------------------------------- | ---------- | ------------ |
| VG-4.1       | AP-9 Portela - PO-531 PO-300 Curro | 1,6        | 1993         |
| VG-4.1       | PO-531 PO-300 Curro - AG-41 Seixal | 19         | 1993         |
| VG-4.1       | AG-41 Seixal - PO-308 A Lanzada    | 6,8        | 1999         |

### Conversión enAG-41
| Denominación | Tramo | Kilómetros | Año servicio                                            |
| ------------ | --- | ---------- | ------------------------------------------------------- |
| AG-41        | AP-9 Portela - PO-531 PO-300 Curro Tramo completo Nudo de Curro PO-531 PO-300                                                                 | 2 -        | 2012                                                    |
| AG-41        | PO-531 PO-300 Curro - VG-4.1 Seixal Tramo parcial: PO-531 PO-300 Curro - VG-4.2 Os Coutos Tramo completo: PO-531 PO-300 Curro - VG-4.1 Seixal | 7 17       | 1 carril por sentido: 2008 2 carriles por sentido: 2008 |

## Salidas
| Velocidad | Esquema | Salida | Sentido Playa de La Lanzada                                                                                                 | Carriles | Sentido Sangenjo (AG-41) | Carretera | Notas |
| --------- | ------- | ------ | --- | -------- | --- | --------- | ----- |
|           |         |        | Comienzo del Corredor de Salnés VG-4.1 Procede de: AG-41 Seixal                                                             |          | Fin del Corredor de Salnés VG-4.1 Incorporación final AG-41 Dirección final: AG-41 Meaño Curro E-1 AP-9 Santiago de Compostela Pontevedra | AG-41     |       |
|           |         | 19     | |          | PO-504 Sangenjo Villalonga | PO-504    |       |
|           |         | 21     | EP-9206 Portonovo |          | EP-9206 Portonovo | EP-9206   |       |
|           |         | 23     | Noalla Aios |          | Noalla Aios |           |       |
|           |         |        | Fin del Corredor de Salnés VG-4.1 Dirección final: PO-308 Sangenjo Pontevedra (por la costa) PO-308 PO-316 El Grove La Toja |          | Inicio de Vía del Corredor de Salnés VG-4.1 Procede de: PO-308 Playa de La Lanzada                                                        | PO-308    |       |